# Santa (Pietro Lorenzetti)
Una Santa (Margherita o Agata) è un dipinto a tempera e oro su tavola (55x33 cm) di Pietro Lorenzetti, databile al 1315 circa e conservato nel Musée de Tessé di Le Mans. Forse faceva parte di un presunto Polittico di Monticchiello.

## Storia
L'opera fa forse parte del presunto polittico già nella pieve dei Santi Leonardo e Cristoforo a Monticchiello, presso Pienza, con tre santi al Museo Horne e la Madonna di Monticchiello, l'unica di sicura provenienza, nel Museo diocesano di Pienza. La ricostruzione, sebbene poggi su assonanze stilistiche (le due sante alle estremità compiono il gesto simile di alzare il mantello con la mano), leggere differenze nelle dimensioni pongono incertezze.

## Descrizione e stile
La santa è raffigurata a mezza figura e non ha attributi iconografici, a parte una generica croce astile tenuta in punta di dita con la destra. Si tratta forse di santa Margherita o sant'Agata. È pettinata e abbigliata come una nobildonna dell'epoca, con una treccia annodata assieme a un nastro setoso in testa e una tunica ampia e foderata, con maniche larghe, che in petto si apre mostrando una veste sottostante bordata di ricami d'oro. Di notevole realismo è la fila di quattro pensati bottoni aperti e le asole fatte con cordicelle sul lato opposto. Le dita sono affusolate, anche se la mano destra, quella sollevata, è descritta con un forte chiaroscuro che ne accentua il rilievo, quasi scultoreo. Inoltre questa particolare posizione amplifica il senso spaziale in profondità, come se la santa si muovesse entro una nicchia.